# Pianeti extrasolari notevoli

Rappresentazione artistica del pianeta OGLE-2005-BLG-390L b, orbitante attorno ad una stella a 21.500 a.l. dalla Terra. L'oggetto è probabilmente il primo pianeta completamente ghiacciato scoperto.

I pianeti extrasolari notevoli sono pianeti esterni al Sistema Solare che si distinguono per vari motivi tra gli oltre 5136 esopianeti confermati a marzo 2022.
Un esopianeta può venire considerato notevole per vari motivi: quando è il primo esemplare confermato di una certa categoria, oppure quando possiede caratteristiche fisiche e astronomiche che lo rendono estremo rispetto agli altri conosciuti, in funzione anche delle caratteristiche della stella principale.

## Primi planetari
| Anno | Record detenuto | Pianeta                  | Descrizione |
| ---- | --- | ------------------------ | --- |
| 1989 | Primo pianeta individuato | HD 114762 b              | Individuato tramite il metodo delle velocità radiali, è stato tuttavia confermato solo nel 1996, perdendo così il primato. Tuttavia le stime della massa erano errate, poiché si pensava fosse un gioviano di circa 11 MJ in orbita attorno a una vecchia stella più calda ma meno massiccia del Sole, prossima all'entrata nella fase di subgigante, mentre osservazioni del 2020 hanno concluso che era anch'essa una piccola nana rossa con una massa molto più alta del previsto (147 MJ). |
| 1992 | Primo pianeta confermato Primo sistema multiplo Primo pianeta attorno a una Pulsar Primo sistema multiplo attorno a una Pulsar Primo pianeta individuato tramite Pulsar timing Primo pianeta superterrestre | PSR B1257+12 B e C       | I primi esopianeti a essere confermati al di là di ogni ragionevole dubbio, e primo sistema multiplanetario scoperto diverso dal sistema del Sole. Il sistema orbita attorno a una pulsar, ed è quindi anche il primo rappresentante della categoria dei Pianeti delle pulsar. Sempre per via della natura della stella, sono stati anche i primi pianeti individuati tramite il metodo della variazione delle pulsazioni di una Pulsar (Pulsar timing). La loro massa (circa 4 M⊕) inoltre li colloca entrambi nella categoria delle super Terre. |
| 1993 | Primo pianeta circumbinario Primo pianeta attorno a una nana bianca | PSR B1620-26 b           | Il primo pianeta circumbinario scoperto tramite pulsar timing. Le due stelle sono una stella di neutroni e una nana bianca, il che lo rende anche il primo oggetto in orbita attorno a una nana bianca. È anche il primo pianeta individuato all'interno di un ammasso globulare. (M4) Secondo la nomenclatura che si sta affermando, andrebbe rinominato PSR B1620-26 (AB)b. Il pianeta è stato anche soprannominato Matusalemme, per via della sua antichità (stimata in 12,7 miliardi di anni). |
| 1995 | Primo pianeta attorno a una stella di sequenza principale Primo pianeta scoperto tramite velocità radiali Primo gioviano caldo                                                                              | 51 Pegasi b              | Il primo pianeta extrasolare in orbita attorno a una stella di sequenza principale e la cui scoperta è stata confermata da più osservazioni. Questo pianeta è inoltre il primo rappresentante della classe dei pianeti gioviani caldi (hot Jupiters) ed è stato il primo pianeta scoperto mediante velocità radiali. Gli autori della scoperta furono Didier Queloz e Michel Mayor dell'Università di Ginevra. Soprannominato Bellerofonte, dal mitologico cavaliere del cavallo alato Pegaso. |
| 1996 | Primo pianeta attorno a una sola stella di un sistema binario | 55 Cancri b              | Scoperto nel 1996 tramite velocità radiali, 55 Cancri b è stato il primo pianeta confermato a orbitare attorno a una sola delle componenti di un sistema stellare binario, anche se la scoperta della binarietà di 55 Cancri è stata fatta solo successivamente. Secondo le regole di nomenclatura che si stanno costituendo, il pianeta andrebbe rinominato 55 Cancri Ab. Il sistema è stato molto noto in passato per la sua similarità con il sistema solare, per poi perdere tale caratteristica con la scoperta di sistemi quali quelli di Mu Arae e HD 10180. Gamma Cephei Ab era già sospettato, ma fu confermato solo nel 1999. |
| 1998 | Primo pianeta attorno a una nana rossa Primo sistema multiplo attorno a una nana rossa (2000) | Gliese 876 b             | Il primo pianeta osservato intorno a una nana rossa, Gliese 876. La sua orbita è più stretta di quanto lo sia l'orbita di Mercurio. Con la scoperta di Gliese 876 c la stella è stata la prima nana rossa a possedere un sistema multiplanetario. Il sistema ha ancora riservato sorprese. |
| 1999 | Primo pianeta confermato con il metodo del transito Primo "pianeta paffuto" (puffy planet) Primo pianeta di cui è stata analizzata l'atmosfera                                                              | HD 209458 b              | Questo pianeta extrasolare, originariamente scoperto con il metodo delle velocità radiali, divenne il primo a essere osservato transitare davanti alla propria stella. Il metodo del transito dimostrò l'esistenza di un pianeta extrasolare, confermando i risultati ottenuti dalle velocità radiali. La sua vicinanza alla stella è tale che la sua atmosfera sta evaporando nello spazio, e per questo è stato soprannominato Osiris. Nel 2001 gli astronomi, usando il telescopio Spaziale Hubble, annunciarono di aver scoperto e analizzato, per la prima volta, l'atmosfera di un pianeta extrasolare. L'atmosfera di HD 209458 b rivelò una quantità di sodio minore di quanto ci si aspettasse, suggerendo così che il cielo del pianeta dovesse essere caratterizzato da nubi molto alte, che oscurano gli strati inferiori dell'atmosfera.                                                                                        |
| 1999 | Primo sistema planetario con 3 pianeti | Upsilon Andromedae c e d | Il primo sistema planetario multiplo scoperto composto da tre pianeti, tutti simili a Giove. Il pianeta b era già conosciuto, dato che fu scoperto nel 1996, ma con l'annuncio dei pianeti c e d il sistema guadagnò il primato di sistema planetario più popoloso. |
| 2001 | Primo pianeta nella zona abitabile di una stella simile al Sole | HD 28185 b               | Il primo pianeta extrasolare a essere scoperto nella zona abitabile di una stella, dove (teoricamente) è possibile l'esistenza di acqua liquida. Con una massa di 5,7 MJ è un gigante gassoso, ed è improbabile che abbia una superficie solida su cui la vita possa svilupparsi. Tuttavia, come Giove, questo pianeta potrebbe possedere un vasto corteo di esolune che, se abbastanza massicce, potrebbero essere in grado di trattenere in superficie acqua liquida e un'atmosfera significativa. |
| 2002 | Primo pianeta attorno a una gigante | Iota Draconis b          | Il primo pianeta scoperto attorno a una stella gigante, per l'esattezza una gigante arancione. Questa scoperta è la prova definitiva della possibilità dell'esistenza di sistemi planetari anche attorno a stelle massicce. Il pianeta ha una massa minima di 8,8 MJ e possiede un'orbita molto eccentrica, che lo porta ad avvicinarsi e ad allontanarsi molto dalla stella. La gigante inoltre possiede una luminosità 55 volte superiore a quella solare, ponendo la fascia abitabile a circa 7 UA di distanza, ben al di là della fascia orbitale del pianeta. |
| 2002 | Primo pianeta scoperto con il metodo del transito | OGLE-TR-56 b             | Per quanto un pianeta transitante fosse già conosciuto, questo è stato il primo a essere individuato con il solo metodo del transito, senza utilizzo delle velocità radiali. |
| 2002 | Primo pianeta interstellare ipotizzato | S Ori J053810.1-023626   | Primo pianeta interstellare ipotizzato, farebbe parte dell'ammasso aperto di σ Orionis. Tuttavia la sua natura richiede ulteriori studi prima di essere confermata, poiché potrebbe anche trattarsi di una nana bruna in primo piano che non fa parte dell'ammasso stesso. |
| 2004 | Primo sistema planetario con 4 pianeti | 55 Cancri e              | La scoperta del pianeta e portò a 4 il numero di pianeti conosciuti attorno a 55 Cancri, che superò così il sistema di Upsilon Andromedae. Il pianeta inoltre è meno massiccio di Mu Arae c, il cui record durò poco meno di una settimana. |
| 2004 | Primo pianeta scoperto tramite osservazione diretta Primo pianeta attorno a una nana bruna | 2M1207 b                 | Primo pianeta ruotante attorno a una nana bruna e primo pianeta di cui sia stato possibile ottenere un'immagine agli infrarossi. 2M1207 b ha una massa pari a 5 volte quella di Giove, sebbene stime di altri astronomi differiscano per difetto. La distanza dalla sua stella, che ha una massa pari solamente a 25 volte quella di Giove, è di 55 UA. La temperatura di questo gigante gassoso è molto elevata (1250 K), dovuta essenzialmente alla dissipazione del calore prodotto dalla contrazione gravitazionale. |
| 2004 | Primo pianeta scoperto tramite microlenti gravitazionali (microlensing) | OGLE-2003-BLG-235L b     | Primo pianeta scoperto tramite il metodo della microlente gravitazionale, è stato indipendentemente scoperto anche dal team MOA, per cui possiede anche la designazione MOA-2003-BLG-53L. |
| 2005 | Primo pianeta superterrestre attorno a una stella di sequenza principale | Gliese 876 d             | Annunciato nel giugno 2005, il terzo pianeta orbitante attorno alla nana rossa Gliese 876 ha una massa stimata 7,5 M⊕. Questo pianeta deve essere in gran parte composto da roccia, stando alle ipotesi sul raggio. La distanza di Gliese 876 d dalla sua stella è di 0,021 UA con un periodo di rivoluzione di 1,94 giorni, troppo all'interno del sistema e lontano dalla fascia abitabile. |
| 2006 | Primo pianeta presunto ghiacciato | OGLE-2005-BLG-390L b     | La sua scoperta è stata annunciata il 25 gennaio del 2006. Il pianeta orbita attorno a una nana rossa situata a circa 21.500 anni luce di distanza dalla Terra, vicino al centro della Via Lattea. È stato stimato che abbia una massa pari a 5,5 volte quella della Terra: ciò farebbe di OGLE-2005-BLG-390L b una superterra. Prima di questa scoperta i pianeti extrasolari più piccoli conosciuti si trovavano sempre a una distanza molto piccola dalla propria stella ed erano quindi molto caldi. Questo pianeta invece dovrebbe orbitare a circa 2,6 UA dalla propria stella, una debole nana rossa. La sua superficie è probabilmente ben al di sotto dei -200 °C, temperatura sufficiente a ghiacciare quasi ogni sostanza conosciuta. |
| 2006 | Primo sistema multiplo senza pianeti di massa gioviana | HD 69830                 | Si tratta di un sistema planetario comprendente tre pianeti dalla massa simile a quella di Nettuno: è il primo sistema planetario triplo senza pianeti delle dimensioni di Giove a essere osservato. La scoperta di tutti e tre i pianeti fu annunciata il 18 maggio 2006 dall'astronomo Lovis. Tutti e tre gli esopianeti ruotano entro la distanza di 1 UA dalla propria stella. I pianeti b, c, d hanno una massa rispettivamente pari a 10, 12, e 18 masse terrestri. d descrive la sua orbita nell'ipotetica zona abitabile del sistema. |
| 2007 | Primo sistema planetario con 5 pianeti | 55 Cancri f              | Con la scoperta di f il sistema planetario di 55 Cancri salì a 5 membri, mantenendo la posizione come sistema più popoloso e più simile a quello solare. |
| 2007 | Primo pianeta presunto oceano | Gliese 581 d             | Annunciato il 24 aprile 2007, Gliese 581 d sarebbe in grado di supportare la presenza di acqua allo stato liquido e, quindi, la vita. Sebbene non vi siano dati evidenti che segnalino la presenza di acqua, la posizione del pianeta nella cosiddetta zona abitabile del sistema permetterebbe all'acqua di esistere.. Gliese 581 d, secondo le stime, avrebbe un raggio circa doppio di quello terrestre e una massa pari a 7 volte quella terrestre. Sebbene vicino al bordo esterno della zona abitabile, con un minimo effetto serra il pianeta manterrebbe facilmente l'acqua allo stato liquido, avendo quindi maggiori probabilità di sostegno della vita rispetto a Gliese 581 c, che orbita sul bordo interno della fascia di abitabilità ed è probabilmente simile a Venere. |
| 2007 | Primo pianeta attorno a una subnana blu (post-involucro) | V391 Pegasi b            | Scoperto tramite variazione degli impulsi emessi dalla stella morente, questo è il primo pianeta in orbita attorno a una subnana blu, lo stadio dell'evoluzione stellare subito precedente alla nana bianca, dopo che la stella gigante rossa ha "soffiato" via i propri strati esterni. |
| 2008 | Primo sistema planetario osservato direttamente Primo pianeta attorno a una stella ABO | HR 8799                  | Nello stesso periodo era stato dato l'annuncio della scoperta di Fomalhaut b, primo pianeta scoperto tramite osservazione diretta. Tuttavia osservazioni degli anni 2010 suggeriscono che l'oggetto potrebbe essere un agglomerato di detriti in espansione formatosi per una collisione di planetesimi, e già nel 2014 l'oggetto non era più visibile all'osservazione diretta. I quattro pianeti di HR 8799 sono stati confermati tramite osservazione diretta, il che lo rende il primo sistema multiplo confermato in tale modo. |
| 2008 | Primo pianeta circumbinario attorno a una stella di sequenza principale | HW Vir (AB)b             | Questo pianeta orbita contemporaneamente attorno a una subnana blu, un cadavere stellare che si raffredderà in una nana bianca, e a una nana rossa di sequenza principale. Il sistema evolverà probabilmente in una variabile cataclismica. |
| 2009 | Primo pianeta in un sistema stellare ternario | Gliese 667 Cb            | Il pianeta orbita attorno a una nana rossa, membro del sistema ternario Gliese 667. Il sistema stellare è composto da una binaria stretta, costituita da due nane arancioni e da una nana rossa più esterna, attorno alla quale è stato scoperto il pianeta. È anche il primo sistema multiplo in un sistema stellare ternario, poiché il pianeta c sarà confermato nel 2011. |
| 2009 | Primo pianeta roccioso attorno a una stella di sequenza principale | CoRoT-7 b                | Scoperto tramite il progetto SuperWASP, ha un raggio 1,52 volte quello terrestre e una massa 6 volte superiore, per cui la sua densità è quasi il doppio di quella terrestre. Orbita in meno di un giorno attorno alla propria stella, una nana gialla un po' meno brillante del Sole, di conseguenza la sua temperatura è estremamente elevata ed è probabilmente un pianeta di lava. |
| 2009 | Primo pianeta circumbinario attorno a una variabile cataclismica | NN Ser (AB)b             | Il pianeta orbita contemporaneamente attorno a una nana bianca e a una nana rossa. Il sistema è in uno stadio di evoluzione più avanzato di V391 Pegasi, ed è probabilmente già nella fase di variabile cataclismica. Nel 2010 sarà annunciata la scoperta di un ulteriore pianeta, aggiudicando a questo sistema anche il record di primo sistema multiplo attorno a una variabile cataclismica. |
| 2009 | Primo pianeta retrogrado | WASP-17 b                | Il pianeta orbita attorno alla propria stella in senso opposto a quello di rotazione della stella stessa. HAT-P-7 b è stato scoperto prima, ma la sua orbita retrograda è stata confermata solo successivamente. |
| 2010 | Primo sistema multiplo attorno a una stella binaria | NN Ser (AB)              | Con la scoperta di altri due pianeti in orbita attorno a entrambe le componenti di NN Ser, questo sistema divenne il primo sistema multiplanetario in orbita attorno a una stella binaria. |
| 2011 | Primo sistema planetario con 6 pianeti | Kepler-11                | Dopo la scoperta del suo primo pianeta terrestre transitante (Kepler-10 b), il team Kepler annuncia di aver scoperto un sistema planetario estremamente compatto. Infatti la stella possiede 5 superterre e un gigante gassoso entro una distanza pari a quella dell'orbita di Mercurio. Il sistema pone dei problemi alla teoria stessa sulla formazione e stabilità dei sistemi planetari, e batte per popolosità quello di 55 Cancri, rimasto in vetta dal 2004. |
| 2011 | Primo sistema planetario ipotizzato con 7 pianeti | HD 10180                 | Anche se il sistema era già stato ipotizzato nell'agosto del 2010, la pubblicazione della scoperta avvenne solo nel marzo 2011, poco dopo quella di Kepler-11. I 6 pianeti confermati sono stati tutti scoperti tramite velocità radiali, ma vi sono ancora dubbi sull'effettiva esistenza del pianeta b. Nel 2012 sono annunciati altri due probabili membri del sistema, che, se confermati, farebbero salire il sistema a quota 9, più dei pianeti del sistema solare. |
| 2011 | Primo pianeta circumbinario attorno a due stelle di sequenza principale | Kepler-16 (AB)b          | Primo pianeta in orbita contemporaneamente a due stelle di sequenza principale, una nana gialla e una nana rossa. Soprannominato Tatooine, il pianeta è simile a Saturno e orbita appena al di fuori della fascia di abitabilità delle due stelle. Rappresenta la conferma definitiva che un pianeta può formarsi attorno a una binaria stretta e mantenere nel tempo un'orbita stabile. Interessante il fatto che eventuali esolune di questo pianeta, se dotate di atmosfera e di effetto serra, sarebbero in grado di mantenere acqua liquida in superficie. |
| 2011 | Prima stella binaria con sistemi planetari distinti per entrambe le componenti | HD 20781 e HD 20782      | La stella HD 20781 possiede due pianeti di massa superterrestre, mentre HD 20782 possiede un pianeta di circa 2 MJ. Siccome le due stelle sono legate gravitazionalmente, questo è il primo sistema binario nel quale entrambe le componenti hanno sistemi planetari distinti. |
| 2011 | Primo pianeta ipotizzato tramite variazione dei periodi di transito (Transit Timing Variations) | Kepler-19 c              | Il pianeta, non transitante, è un gigante gassoso di circa 6 MJ ed è stato individuato tramite l'azione di disturbo che esercita sugli intervalli tra un transito e l'altro del pianeta già conosciuto, Kepler-19 b. Questa metodologia si sta rivelando sempre più importante per individuare pianeti non transitanti in sistemi in cui sono già conosciuti pianeti che invece transitano, seppure ogni pianeta individuato finora con tale metodo richieda ulteriori conferme tramite velocità radiali. La gran parte dei sistemi Kepler si sta rivelando essere multipla, con i compagni dei transitanti scoperti proprio tramite TTV. |
| 2011 | Primo sistema scoperto tramite variazioni della luce stellare per riflessione | Kepler-70                | I pianeti di KOI-55 sono due pianeti terrestri che orbitano estremamente vicino a una subnana blu. Sono stati individuati analizzando la variazione della luce stellare dovuta alla riflessione da parte delle superfici dei due pianeti, riflessione che ha un andamento sinusoidale durante il corso dell'orbita. Questo è stato possibile grazie all'inclinazione del sistema: un pianeta transitante sarebbe stato individuato tramite tale metodo, mentre un pianeta il cui piano orbitale è perpendicolare alla linea di osservazione non presenterebbe variazioni di fase, e quindi di luce riflessa. |
| 2011 | Primo pianeta superterrestre nella zona abitabile di una stella simile al Sole | Kepler-22 b              | Scoperto nel dicembre 2011 dal telescopio Kepler della NASA, è una superterra con un diametro di circa 2,4 volte quello terrestre. Orbita intorno alla stella Kepler-22, una stella di sequenza principale di classe spettrale G simile al nostro Sole, e probabilmente nella cosiddetta zona abitabile, in cui è permessa l'esistenza di acqua allo stato liquido. In tale zona la temperatura media del pianeta oscillerebbe tra i -11 °C (262 Kelvin), nel caso non avesse atmosfera, e i 22 °C (295 Kelvin), nel caso l'eventuale atmosfera fornisse un effetto serra non dissimile da quello terrestre. È quindi possibile l'esistenza di oceani, che potrebbero ricoprire l'intera superficie planetaria rendendolo così un pianeta oceanico. Ulteriori misurazioni della massa, attualmente stimata solo inferiormente a 24 M⊕, forniranno un valore di densità planetaria che indicherà la natura (rocciosa o oceanica) del pianeta. |
| 2012 | Primo sistema multiplo attorno a due stelle di sequenza principale Primo pianeta in fascia abitabile di una stella binaria                                                                                  | Kepler-47                | Annunciato il 30 agosto 2012, questo è il primo sistema stellare binario a possedere un sistema circumbinario di ben due pianeti, di cui uno persino in fascia abitabile. Il sistema è composto da una stella identica al Sole e da una nana rossa in orbita molto stretta, circa 0,08 UA. Il pianeta Kepler-47 (AB)b è un nettuniano caldo di 3 R⊕, mentre Kepler-47 (AB)c è un gigante gassoso di 4,6 raggi terrestri. Le masse sono ancora ignote, ma i raggi fanno pensare a due pianeti simili a Nettuno. Eventuali esolune di Kepler-47 (AB)c potrebbero mantenere acqua liquida in superficie e risultare così abitabili. |
| 2012 | Primo pianeta in un sistema stellare quadruplo Primo pianeta circumbinario in un sistema stellare quadruplo Primo pianeta scoperto da astronomi amatoriali                                                  | Kepler-64 b              | Il sistema stellare è costituito da quattro stelle, organizzate in due coppie di binarie strette. Il pianeta è circumbinario attorno alla coppia A, e andrebbe quindi chiamato "Kepler-64 (AaAb)b" secondo le regole di nomenclatura che si stanno costituendo. Tuttavia tali regole non sono ancora codificate e quindi i nomi dei pianeti sono suscettibili di svariate interpretazioni, dipendenti dall'opinione dello scienziato che sta scrivendo l'articolo. Il pianeta è stato scoperto dal progetto Planet Hunters tramite l'analisi delle curve di luce pubbliche di Kepler messe a disposizione di migliaia di utenti. |
| 2013 | Primo pianeta terrestre nella zona abitabile di una stella simile al Sole | Kepler-62 f              | Annunciato il 19 aprile 2013, il pianeta possiede un raggio solo del 41% superiore a quello terrestre, tuttavia la massa, stimata nel 2018 in 3,3+2,3 −0,6 M⊕, lo fa rientrare più nella categoria delle superterre. Resta comunque uno dei pianeti nella zona abitabile più simile alla Terra in orbita attorno a una stella simile al Sole. |
| 2013 | Primo sistema planetario con 7 pianeti confermati | Kepler-90 (KOI-351)      | Annunciato il 23 ottobre dal sito Planet Hunters è il primo sistema a ospitare 7 pianeti confermati, tutti tramite transito. Notevoli l'elevato allineamento delle orbite (tutte le inclinazioni sono comprese tra 89,4° e 89,8°; per confronto, le inclinazioni dei pianeti del sistema solare coprono un intervallo di circa 7°), e la disposizione dei pianeti simile a quella del nostro sistema, con i giganti gassosi all'esterno e i più piccoli terrestri all'interno. Tuttavia è estremamente più compatto, in quanto l'orbita del pianeta più esterno è a sole 1,01 UA dalla stella, un analogo solare per massa, raggio e composizione. Nel 2017 è stato scoperto un ottavo pianeta, il che rende il sistema quello con il maggior numero di pianeti confermati, anche se HD 10180 potrebbe averne addirittura 9, con 3 in attesa di conferma.                                                                                    |
| 2017 | Primo sistema planetario con 8 pianeti confermati | Kepler-90                | Già noto per essere un sistema con 7 pianeti, nel 2017 ha permesso la scoperta di un ottavo pianeta, Kepler-90 i, il terzo in ordine di distanza dalla stella. Al 2023 è l'unico sistema planetario oltre al sistema solare ad avere 8 pianeti confermati. |

## Estremi planetari
Di seguito sono elencati i vari record planetari in quanto a parametri fisici. Il pianeta più massiccio non è riportato, in quanto non è ancora determinato in modo netto il limite tra pianeta e nana bruna.
Un altro problema è che solo per meno della metà dei pianeti conosciuti è stato possibile stimare il raggio. Abbiamo quindi pianeti molto piccoli ma con masse molto incerte, e pianeti molto leggeri per cui però non si conosce il raggio.
Sono conosciuti svariati pianeti candidati o confermati in orbita attorno a giovanissime stelle T Tauri o neonate nane brune, per le quali però una stima precisa dell'età non è abbastanza precisa per stabilire una classifica. I più giovani si aggirano attorno al milione di anni, come 2M 044144 b, attorno a una nana bruna, e DH Tau b e GQ Lup b, attorno a stelle neonate nella fase T Tauri.
| Record detenuto                                                                          | Pianeta | Dati | Descrizione | |
| ---------------------------------------------------------------------------------------- | --- | --- | --- | --- |
| Pianeta meno massiccio                                                                   | WD 1145+017 b | 0,0006678 M⊕ | Scoperto nel 2015, orbita attorno alla nana bianca WD 1145+017 e la sua massa è 4,45 volte quella di Cerere. | |
| Pianeta meno massiccio attorno a una stella di sequenza principale                       | Kepler-1520 b | 0,02+0,01 −0 M⊕ | Possiede una massa dell'2% di quella terrestre, vale a dire meno del doppio della massa della Luna, tuttavia questa non è nota con assoluta certezza, essendo stato scoperto con il metodo del transito. Uno dei pianeti meno massicci di cui è nota con discreta precisione la massa è TRAPPIST-1 d, in orbita attorno alla nana rossa TRAPPIST-1 e la cui massa è il 30% di quella terrestre. | |
| Pianeta meno massiccio attorno a una stella simile al Sole                               | Kepler-128 b | 0,77+0,48 −0,25 M⊕ | In orbita stretta attorno a una stella un po' più luminosa del Sole, ha un raggio tipico da super Terra e una densità molto bassa, paragonabile a quella dei giganti gassosi (1,46 g/cm³). | |
| Pianeta con il nucleo più grande                                                         | HD 149026 b | 70 M⊕ | Il suo nucleo occupa i 2/3 del pianeta, il cui raggio è il 73% di quello di Giove. | |
| Pianeta più piccolo                                                                      | Kepler-37 b | 3.700 km | Più piccolo di Mercurio, poco più grande della Luna e paragonabile a quello di Io. Essendo troppo piccolo le misure con il metodo delle velocità radiali non è efficace di conseguenza la massa non è nota con precisione. | |
| Pianeta più grande                                                                       | ROXs 42B (AB)b | 2,2 rJ | Si tratta di un protopianeta scoperto tramite imaging diretto e che probabilmente si sta ancora contraendo dal disco protoplanetario. Dei pianeti dei quali è conosciuta anche la massa è quello più grande noto che non eccede il limite di 13 masse gioviane che distingue i pianeti dalle nane brune. La sua massa è di 9±3 MJ. Orbita attorno a una binaria stretta a una distanza di circa 140 UA e a causa della giovane età la sua temperatura superficiale è ancora elevata, di circa 2000 K. | |
| Pianeta meno denso                                                                       | Kepler-51 b o Kepler-51 c o Kepler-51 d | 0,034+0,069 −0,019 g/cm³ (c) | I tre pianeti di Kepler-51 sono dei super paffuti estremamente "gonfi" e dalla bassissima densità. Per via dell'incertezza sulla massa ognuno dei tre potrebbe essere il meno denso; quello intermedio, il pianeta c potrebbe essere il meno denso in assoluto, tuttavia è quello con il margine d'errore più alto. Un pianeta di cui è stata calcolata con accuratezza la massa è WASP-107 b, un nettuniano caldo con una massa che è meno di un decimo di quella di Giove ma un raggio equivalente e con una densità di 0,13 g/cm³. | |
| Pianeta più massiccio Pianeta più denso Pianeta con gravità maggiore                     | Non stimabili; è difficile distinguere tra un pianeta molto massiccio e una nana bruna, il limite che distingue i primi dalle seconde è di 13 MJ, e sono diversi i pianeti a cavallo di questo limite. Considerando solo i pianeti (e non nane brune) per cui è conosciuta massa e raggio con una certa precisione HATS-70 b, che ha un raggio 1,38 volte quello di Giove ma una massa stimata in 12,9+1,6 −1,8, è quello con una massa maggiore al di sotto delle 13 masse gioviane. | Non stimabili; è difficile distinguere tra un pianeta molto massiccio e una nana bruna, il limite che distingue i primi dalle seconde è di 13 MJ, e sono diversi i pianeti a cavallo di questo limite. Considerando solo i pianeti (e non nane brune) per cui è conosciuta massa e raggio con una certa precisione HATS-70 b, che ha un raggio 1,38 volte quello di Giove ma una massa stimata in 12,9+1,6 −1,8, è quello con una massa maggiore al di sotto delle 13 masse gioviane. | Non stimabili; è difficile distinguere tra un pianeta molto massiccio e una nana bruna, il limite che distingue i primi dalle seconde è di 13 MJ, e sono diversi i pianeti a cavallo di questo limite. Considerando solo i pianeti (e non nane brune) per cui è conosciuta massa e raggio con una certa precisione HATS-70 b, che ha un raggio 1,38 volte quello di Giove ma una massa stimata in 12,9+1,6 −1,8, è quello con una massa maggiore al di sotto delle 13 masse gioviane. | Non stimabili; è difficile distinguere tra un pianeta molto massiccio e una nana bruna, il limite che distingue i primi dalle seconde è di 13 MJ, e sono diversi i pianeti a cavallo di questo limite. Considerando solo i pianeti (e non nane brune) per cui è conosciuta massa e raggio con una certa precisione HATS-70 b, che ha un raggio 1,38 volte quello di Giove ma una massa stimata in 12,9+1,6 −1,8, è quello con una massa maggiore al di sotto delle 13 masse gioviane. |
| Pianeta con gravità minore                                                               | WASP-107 b | 2,59 m/s2 (0,276 g) | Annunciato nel 2017, è il pianeta con la minore gravità superficiale: possiede una massa di circa 30 M⊕ e un raggio di 10,75 R⊕. | |
| Pianeta terrestre con gravità minore                                                     | TRAPPIST-1 h | 5,6 m/s2 (0,58 g) | Il pianeta è il più piccolo ed esterno dei sette pianeti del sistema di TRAPPIST-1; possiede una massa di un terzo di quella terrestre e un raggio di 0,76 R⊕, la sua densità è poco superiore a quella di Marte. Di diversi pianeti non sono note sia la massa che il raggio ed è possibile che alcuni già scoperti abbiano una gravità superficiale inferiore. | |
| Pianeta con l'orbita più stretta                                                         | PSR J1719-14 b | 0,0044 UA | Il pianeta è un gigante gassoso in orbita a soli 658.230 km, il doppio della distanza Terra-Luna, dalla stella centrale, una pulsar. Visto che le pulsar sono essenzialmente i cadaveri di stelle esplose tramite supernova di tipo II è probabile che il pianeta sia successivo alla morte della stella originale, e si sia accresciuto dai resti della supernova. | |
| Pianeta con l'orbita più stretta attorno a una stella di sequenza principale             | K2-137 b | 0,0058 UA | Il pianeta, in orbita attorno a una nana rossa ha un semiasse maggiore di 867.668 km, di poco inferiore a KOI-55 b e Kepler-42 c (0,006 UA). K2-137 b è anche il pianeta con il periodo di rivoluzione più corto. | |
| Gioviano caldo con l'orbita più stretta                                                  | NGTS-10 b | 0,0143 UA | Il semiasse del pianeta è di circa 2.140.000 km, possiede una massa circa il doppio di quella di Giove e un raggio del 20% superiore. Orbita attorno a una nana arancione in 18 ore e 24 minuti. | |
| Pianeta con l'orbita più larga                                                           | COCONUTS-2 b | 6471 UA | Il pianeta orbita in 1,1 milioni di anni attorno a una giovane nana rossa (100-850 milioni di anni). Ha una massa di 6,3+1,5 −1,9 MJ e nonostante la distanza dalla stella è ancora caldo per la giovane età, con una temperatura di 434 K. 2M J2126-81 b avrebbe un semiasse maggiore ancora superiore, di circa 6900 UA, tuttavia con una massa di 13,3+1,7 −1,7 probabilmente è più una nana bruna che un pianeta supergioviano. | |
| Pianeta con il periodo di rivoluzione minore                                             | PSR J1719-14 b | 0,090706293 giorni | Il pianeta possiede un periodo di rivoluzione di 2h 10m 37s, ed è anche il pianeta con l'orbita più stretta in assoluto. La classifica globale cambia di poco, in dipendenza dalla massa della stella. | |
| Pianeta con il periodo di rivoluzione minore attorno a una stella di sequenza principale | K2-137 b | 0,1797 giorni | Il pianeta, il cui raggio è di 0,89 r⊕, orbita attorno alla sua stella in un periodo di 4,313 ore ed è anche il pianeta con l'orbita più stretta (0,0058 UA). KOI 1843.03 orbita in un periodo di 4 minuti inferiore, tuttavia al 2023 non è ancora stato confermato. | |
| Gioviano caldo con il periodo di rivoluzione minore                                      | TOI-2109 b | 0,67247 giorni | Scoperto nel 2021 dal telescopio spaziale TESS, orbita attorno a TOI-2109 in appena 16,12 ore, meno di WASP-19 b, che deteneva il record di "anno" più corto orbitando in poco meno di 19 ore. La sua massa è cinque volte quella di Giove e orbita attorno a una stella di Classe F più massiccia del Sole. | |
| Pianeta con il periodo di rivoluzione maggiore                                           | COCONUTS-2 b | 1,1 milioni di anni | Oltre al primato della maggior distanza dalla stella, COCONUTS-2 b è anche quello con un periodo orbitale maggiore. Il precedente primato era di 2MASS J2126–8140, con un periodo di 900.000 anni. | |
| Pianeta con l'orbita più eccentrica                                                      | HD 20782 b | e=0,97 | Il pianeta è un gigante gassoso circa due volte più massiccio di Giove. La sua orbita ha un semiasse maggiore di 1,381 UA e un'eccentricità record di 0,97. Questo significa che la sua distanza dalla stella varia tra 0,041 e 2,721 UA (tra 6 e 300 milioni di km). Di poco minore è l'eccentricità orbitale di HD 80606 b e Gliese 3222 b (0,93), e di Kepler-1704 b (0,92). | |
| Pianeta più vicino                                                                       | Proxima Centauri b | 4,23 anni luce | Il pianeta è di tipo terrestre e orbita attorno alla componente C del sistema di Alfa Centauri. Manterrà tale primato per almeno 26.000 anni ovvero fino a quando la stella più vicina diverrà Ross 248 attorno alla quale non sono stai per ora scoperti esopianeti. Se Ross 248 non avesse pianeti, il primato potrebbe durare qualche centinaio di migliaia di anni fino a quando l'orbita all'interno del sistema di Alfa Centauri allontanerebbe Proxima facendo diventare Alfa Centauri Bb il pianeta meno distante. | |
| Pianeta più lontano                                                                      | Pianeti SWEEPS | 27.000 anni luce | Il progetto SWEEPS esegue ricerche di pianeti extrasolari nel bulge galattico tramite metodo del transito. Sono stati individuati 16 candidati di cui due confermati, il più lontano deve essere uno di questi pianeti posti a circa 8.500 parsec dalla Terra. In realtà esiste un pianeta ipotizzato, PA-99-N2 b, individuato tramite microlensing gravitazionale nella Galassia di Andromeda a 670.000 parsec di distanza, ma richiede ulteriori conferme. | |
| Pianeta più giovane                                                                      | IRAS 04125+2902 b (o TIDYE-1 b) | 3 milioni di anni di anni | Questo pianeta orbita attorno a una protostella, ovvero un oggetto che si sta accrescendo di materia dalla nube molecolare e che porterà in futuro alla formazione di una stella vera e propria. Il pianeta è un gigante gassoso con una massa 0,4 quella di Giove e orbita vicino alla sua protostella, la cui massa è in quest'epoca di 0,7 masse solari, in 8,8 giorni. Si pensa che si sia formato a una distanza maggiore e poi sia migrato verso le regioni interne, poiché le regioni così vicine alla stella non hanno massa sufficiente per formare grandi pianeti. La sua massa ora è paragonabile a quella di Saturno ma probabilmente in futuro è destinato a perdere gli strati esterni di idrogeno e a ridursi a un pianeta molto meno massiccio, come un mininettuno, con un raggio da 2 a 4 volte quello terrestre. | |
| Pianeta più vecchio                                                                      | HD 164922 b | 13,4 miliardi di anni | Per anni si è pensato che PSR B1620-26 b (Matusalemme), primo pianeta circumbinario scoperto e in orbita attorno a una nana bianca e a una pulsar fosse il più vecchio, con un'età stimata di 12,7 miliardi di anni. Tuttavia HD 164922 b è quasi certamente più vecchio; orbita assieme ad altri 3 pianeti attorno a HD 164922, la cui età è di 13,4 miliardi di anni. Secondo le teorie di formazione planetaria i pianeti più sono massicci più rapidamente accrescono e l'età dei giganti gassosi come questo pianeta è solitamente di poche migliaia di anni superiore a quella della stella. Essendo il più massiccio dei quattro presenti nel sistema, il pianeta b è probabilmente anche il più vecchio. | |
| Pianeta più caldo                                                                        | KELT-9 b | 4600 K | Il pianeta è un gigante gassoso di 2,8 MJ e orbita a 0,035 UA dalla sua stella, di classe A-B. Per la sua vicinanza rivolge sempre lo stesso emisfero alla stella, è più caldo delle nane rosse e anche di diverse nane arancioni. Kepler-70 b sarebbe anche più caldo; si tratta di un pianeta ctonio attorno a una stella subnana molto calda. La temperatura del pianeta si avvicinerebbe ai 7000 k, tuttavia la sua esistenza è stata messa in forte dubbio in studi successivi alla sua scoperta. | |
| Nettuniano più caldo                                                                     | LTT 9779b | 1700 °C | Il pianeta è un gigante gassoso di 29,32 M⊕ e orbita a 0,01679 UA dalla sua stella, simile al Sole. | |
| Pianeta più freddo                                                                       | OGLE-2016-BLG-1195L b | 37 K | Il pianeta è stato scoperto nel 2017 con il metodo della microlente gravitazionale, ha le dimensioni di una super Terra e orbita attorno a una stella che potrebbe essere una nana rossa ultrafredda, come TRAPPIST-1, oppure una nana bruna. Il semiasse maggiore della sua orbita è superiore a 1 UA, e data la scarsissima luminosità della stella il pianeta ha una temperatura di equilibrio di circa 37 K assumendo un'albedo come quella della Terra (0,3), e di soli 31 K se avesse un'albedo come quella di venere (0,7), vale a dire che è più freddo di Plutone quando questi si trova all'afelio (40 K, o -233 °C). | |

## Estremi stellari
Di seguito sono elencate le stelle con pianeti extrasolari più estreme, con una breve descrizione di stella e pianeta.
Il principale problema nell'attribuzione dei record è che per la gran parte delle stelle elencate nella Enciclopedia dei Pianeti Extrasolari, cui questa pagina fa riferimento, non si conoscono tutti i parametri, quindi ogni stella può essere classificata solo per alcuni di essi.
| Record detenuto                           | Stella       | Dati         | Descrizione |
| ----------------------------------------- | ------------ | ------------ | --- |
| Stella più calda                          | NN Serpentis | 57000 K      | La stella è una nana bianca parte di un sistema binario di cui la componente secondaria è una nana rossa. Ha 3 pianeti supergioviani che orbitano a distanze che vanno dalle 3,4 a 6,4 UA dal baricentro del sistema. |
| Stella di sequenza principale più calda   | b Centauri   | 18,310±320 K | Il pianeta, b Centauri (Ab)b, orbita attorno a una stella binaria, la cui principale è una stella di classe B3V con una massa 5-6 volte quella del Sole e una temperatura superficiale di oltre 18.000 K. Il pianeta, scoperto nel 2021 tramite imaging diretto, ha una massa di 10,9±1,6 MJ ed è un pianeta circumbinario che orbita attorno alla coppia di stelle a una distanza di circa 560 UA.                                                      |
| Stella più fredda                         | TRAPPIST-1   | 2500-2600 K  | Una stella vera e propria con solo l'8,6% della massa solare, è una nana rossa di spettro M8 V e attorno ad essa sono stati scoperti 7 pianeti di dimensioni terrestri. |
| Stella più massiccia                      | b Centauri   | 5,5 M⊙       | Oltre che la stella più calda di sequenza principale, b Centauri è anche la stella di sequenza principale più massiccia. |
| Stella meno massiccia                     | TRAPPIST-1   | 0,08 M⊙      | Oltre che la più fredda, TRAPPIST-1 è anche la meno massiccia, con una massa poco oltre l'8% di quella solare, appena sufficiente per poter innescare la reazione nucleare dell'idrogeno che contraddistingue le vere stelle da oggetti meno massicci come le nane brune. Altre nane rosse poco massicce con pianeti sono la stella di Teegarden e Wolf 359, con masse rispettivamente di 0,089 e 0,09 M⊙.                                               |
| Stella più grande                         | HD 208527    | 51,1 R⊙      | La stella è una gigante rossa 60% più massiccia del Sole e con un raggio di 35 milioni di km è la stella più grande ad ospitare un sistema planetario confermato. Il compagno è un gigante gassoso di 9,9 MJ e orbita a 2 UA dalla stella. La variabile Mira R Leonis è ancor più grande e luminosa, con un raggio oltre 300 volte quello del Sole, e nel 2009 venne proposto un candidato esopianeta attorno a essa, tuttavia non venne mai confermato. |
| Stella di sequenza principale più piccola | Wolf 359     | 0,098 R⊙     | Di massa maggiore di TRAPPIST-1 pare leggermente più piccola Esistono stelle più piccole, come la componente terziaria del sistema di EBLM J0555-57, che ha un raggio di 0,08 R⊙ e che è anche la meno massiccia, tuttavia non sono conosciuti, al 2021, pianeti in orbita attorno ad essa. |
| Stella più luminosa da Terra              | Polluce      | +1,15        | Con una magnitudine apparente di 1,15 Polluce è la diciassettesima stella più luminosa del cielo e la più brillante a possedere un pianeta extrasolare. Il suo pianeta, Polluce b, è un gigante gassoso due volte più massiccio di Giove e orbita a una distanza di 1,6 UA. Aldebaran è più luminosa di Polluce, nel 2018 venne confermato un pianeta, ma l'anno successivo la scoperta fu contestata.                                                   |
| Stella più luminosa intrinsecamente       | HD 208527    | 621 L⊙       | La stella detiene anche il record di stella più grande ad ospitare un sistema planetario. |
| Stella meno luminosa da Terra             | PSR B1620-26 | +24          | La stella è una pulsar 3,5 miliardi di volte meno luminosa della stella di riferimento Vega, e si trova a 3800 pc di distanza nell'ammasso globulare M4. Il pianeta è un gigante gassoso di 2,5 MJ e orbita a 23 UA dal baricentro del sistema. |
| Stella meno luminosa intrinsecamente      | TRAPPIST-1   | 0,0006 L⊙    | Oltre a essere la meno massiccia, TRAPPIST-1 si aggiudica anche questo record, in virtù del fatto che nane rosse più fredde e piccole, come ad esempio EBLM J0555-57 Ab, non hanno compagni dalla natura planetaria confermata. |
| Stella con più pianeti                    | Kepler-90    | 8            | Possiede gli stessi pianeti (confermati) del sistema solare. HD 10180 ne avrebbe 9, ma solo 6 di essi sono stati confermati. |
| Sistema stellare con pianeti più numeroso | Kepler-64    | 4            | Il sistema stellare è costituito da quattro stelle, organizzate in due coppie di binarie strette. Il pianeta è circumbinario attorno alla coppia A con un semiasse di 0,56 UA. Il pianeta è stato scoperto dal sito Planet Hunters tramite l'analisi delle curve di luce di Kepler, rese pubbliche e messe a disposizione di migliaia di utenti. |